# Pavană
Pavană (din franceză pavane) este un dans vechi, de origine italiană sau spaniolă, cu ritm și cu mișcări lente și cu caracter ceremonios.
Se presupune că pavana (în italiană paduana) a primit denumirea după numele orașului italian Padova (mai precis după numele său antic Padua), presupus a fi locul de origine al acestui dans. Pavana este cunoscută încă din sec. al XVI-lea atât în Italia, cât și în Spania. Caracterul dansului era solemn, majestuos, într-o mișcare lentă, iar măsura în care se scria era de 2\4. Ea deschidea de obicei balurile în sec. al XVI-lea.
În suita preclasică, un ciclu de dansuri legate atât pe baza unui principiu de unitate, cât și prin altul de contrast, erau reunite trei dansuri: pavana, gagliarda (în măsura 3\4) și saltarello (în măsura de 3\4 sau 6\8).
Aceeași denumire o poartă și melodia după care se execută acest dans. 
Printre compozitorii contemporani care au compus pavane se numără și Maurice Ravel cu lucrarea "Pavană pentru o infantă defunctă" (Pavane pour une infante défunte), George Enescu, cu Pavana din Suita op. 10 și Dan Dediu cu Pavana per Don Quijote pentru viola d'amore și pian (1996).